# Leiochrides guangxiensis
Leiochrides guangxiensis is een borstelworm uit de familie Capitellidae. De wetenschappelijke naam van de soort werd voor het eerst geldig gepubliceerd in 2020 door Lin, García-Garza, Lin en Wang.